# 格莱维茨
格莱维茨是德国梅克伦堡-前波莫瑞州的一个市镇。总面积42.03平方公里，总人口561人，其中男性296人，女性265人（2011年12月31日），人口密度13人/平方公里。